# Berridale
Berridale est un village de Nouvelle-Galles du Sud, en Australie, à 435 km au sud de Sydney. Il comptait 1 197 habitants au recensement de 2016.
Le village est le centre administratif du comté de la Snowy River.

## Référence
- (en) Cet article est partiellement ou en totalité issu de l’article de Wikipédia en anglais intitulé « Berridale, New South Wales » (voir la liste des auteurs).

1. ↑  (en) « 2016 Census QuickStats: Berridale », sur Australian Bureau of Statistics.